# Tatarka (stacja kolejowa)
Tatarka (biał. Татарка; ros. Татарка) – stacja kolejowa w miejscowości Tatarka, w rejonie osipowickim, w obwodzie mohylewskim, na Białorusi. Położona jest na linii Homel - Żłobin - Mińsk.
Stacja powstała w XIX w. na linii Kolei Libawsko-Romieńskiej, pomiędzy stacjami Osipowicze a Jasień.